# Gillertjärnen (Stöde socken, Medelpad)
Gillertjärnen är en sjö i Sundsvalls kommun i Medelpad och ingår i Ljungans huvudavrinningsområde. Sjön har en area på 0,118 kvadratkilometer och ligger 177,1 meter över havet. Sjön avvattnas av vattendraget Rännöån.

## Delavrinningsområde
Gillertjärnen ingår i det delavrinningsområde (691121-155006) som SMHI kallar för Utloppet av Gillertjärnen. Medelhöjden är 239 meter över havet och ytan är 1,49 kvadratkilometer. Räknas de 3 avrinningsområdena uppströms in blir den ackumulerade arean 15,49 kvadratkilometer. Rännöån som avvattnar avrinningsområdet har biflödesordning 2, vilket innebär att vattnet flödar genom totalt 2 vattendrag innan det når havet efter 43 kilometer. Avrinningsområdet består mestadels av skog (84 procent). Avrinningsområdet har 0,11 kvadratkilometer vattenytor vilket ger det en sjöprocent på 7,6 procent.